# Вулиця молодшого сина (фільм)
«Ву́лиця моло́дшого си́на» (рос. «Улица младшего сына») — білоруський радянський художній фільм, знятий за однойменною повістю Л. Кассіля та М. Поляновського на кіностудії «Білорусьфільм» режисером Л. Голубом у 1962 році.

## Сюжет
У приморському місті Керч живе школяр Володя Дубінін. Він захоплюється книгою про Валерія Чкалова, займається моделюванням планерів. Залюбки рибалить разом з батьком-капітаном.
Розпочинається німецько-радянська війна. Батько йде на фронт, а Володя домагається прийому до партизанського загону...

## Ролі та виконавці
- Олександр Корнєв — Володя Дубінін;
- Євген Бондаренко — Іван;
- Тетяна Кресик — Світлана;
- Борис Бітюков — Зябрєв;
- Павло Пекур — Лазарєв;
- Іван Шатило — комісар Котло;
- Валентин Черняк — Любкін;
- Зінаїда Дехтярьова — мати Володі;
- Борис Кордунов — батько Володі;
- Любов Корнєва — Валя;
- Роман Філіппов — дядько Яків;
- Валентин Грудинін — Гриценко;
- Ганна Павлова — дружина Гриценка;
- Валентина Ушакова — Юлія Львівна, вчителька;
- Володимир Мартинов — Георгій Петрович;
- Євген Григор'єв — Ланкін, підпільник;
- Вітольд Янпавліс — капітан;
- Гліб Глєбов — підпільник;
- Здислав Стомма — Миронов, зрадник